# Gladiolus gueinzii
Gladiolus gueinzii är en irisväxtart som beskrevs av Gustav Kunze. Gladiolus gueinzii ingår i släktet sabelliljor, och familjen irisväxter. Inga underarter finns listade i Catalogue of Life.